# Rhysotoechia bifoliolata
Rhysotoechia bifoliolata är en kinesträdsväxtart. Rhysotoechia bifoliolata ingår i släktet Rhysotoechia och familjen kinesträdsväxter.

## Underarter
Arten delas in i följande underarter:
- R. b. bifoliolata
- R. b. nitida